# Cyperus arenarius
Cyperus arenarius là một loài thực vật có hoa trong họ Cói. Loài này được Retz. mô tả khoa học đầu tiên năm 1786.